# Paul Suter
Paul Suter (ur. 9 marca 1892 w Gränichen, zm. 6 kwietnia 1966 w Paryżu) – szwajcarski kolarz torowy i szosowy, pięciokrotny medalista torowych mistrzostw świata.

## Kariera
Pierwszy sukces w karierze osiągnął w 1910 roku, kiedy został mistrzem kraju w sprincie indywidualnym amatorów. W latach 1911, 1912 i 1913 zwyciężał w szosowym wyścigu Monachium-Zurych, a w 1915 roku zdobył brązowy medal szosowych mistrzostw Szwajcarii w wyścigu ze startu wspólnego. W 1920 roku wystartował na torowych mistrzostwach świata w Antwerpii, gdzie zdobył brązowy medal w wyścigu ze startu zatrzymanego, ulegając jedynie Francuzowi Georges'owi Sérèsowi i Belgowi Victorowi Linartowi. W tej samej konkurencji trzeci był również podczas mistrzostw świata w Mediolanie w 1926 roku, na MŚ w Kopenhadze (1921) i MŚ w Paryżu (1922) zajmował drugą pozycję, a na rozgrywanych w 1923 roku mistrzostwach w Zurychu był najlepszy. Łącznie zdobył osiem medali torowych mistrzostw kraju, ale nigdy nie wystąpił na igrzyskach olimpijskich.
Jego bracia: Heiri, Max, Franz, Fritz i Gottfried również byli kolarzami.